# Giao Chỉ (tỉnh của nhà Minh)
Giao Chỉ đẳng xứ Thừa tuyên Bố chính sứ ty (chữ Hán: 交趾等處承宣布政使司), gọi tắt là Giao Chỉ Bố chính sứ (交趾布政司), là cơ quan hành chính cấp tỉnh mà nhà Minh thiết lập tại Việt Nam trong thời kỳ Bắc thuộc lần thứ tư sau khi tiêu diệt nhà Hồ vào năm 1407. Cơ quan này có nhiệm vụ thực thi chính sách hành chính, thuế khóa, và giám sát các hoạt động tại vùng đất bị chiếm đóng. Nhà Minh áp dụng hệ thống pháp luật và hành chính tương tự như các vùng nội địa Trung Quốc, chia thành 15 phủ, 36 châu và hơn 200 huyện, quản lý phần lớn khu vực phía bắc dãy Bạch Mã của Việt Nam ngày nay.
Trong quá trình cai trị, triều đình nhà Minh thực hiện các biện pháp đồng hóa văn hóa và chính sách hà khắc, gây nên sự bất mãn sâu sắc trong dân chúng, dẫn đến nhiều cuộc khởi nghĩa nhỏ lẻ. Sau thất bại trong cuộc Khởi nghĩa Lam Sơn (1418–1427) dưới sự lãnh đạo của Lê Lợi, nhà Minh bị buộc phải rút quân về nước. Khi Lê Lợi thành lập nhà Hậu Lê vào năm 1428, cơ quan hành chính Giao Chỉ Bố chính sứ chính thức bị bãi bỏ, đánh dấu sự chấm dứt thời kỳ cai trị trực tiếp của nhà Minh và khôi phục nền độc lập cho Việt Nam.

## Lịch sử
Từ thời Tần Hán đến Ngũ đại Thập quốc, các triều đại Trung Quốc từng thiết lập các cơ quan hành chính tại khu vực Việt Nam và tiến hành cai trị trực tiếp. Vào giữa thế kỷ 10, sau khi nhà Đường suy yếu và không thể duy trì quyền lực, các thế lực địa phương tại Việt Nam nổi lên giành quyền tự trị. Đến năm 939, sau chiến thắng trước quân Nam Hán tại trận Bạch Đằng, Ngô Quyền chính thức xưng vương, đặt dấu mốc cho sự kết thúc của thời kỳ Bắc thuộc và mở ra kỷ nguyên độc lập cho Việt Nam.
Vào cuối thế kỷ 14, các vị vua nhà Trần nhận sắc phong của vua Minh, hai bên duy trì quan hệ tông phiên. Năm 1407, Minh Thành Tổ lấy cớ nhà Trần bị Hồ Quý Ly lật đổ, đã phát binh xuống phía Nam để chinh phạt. Triều đình nhà Minh xuống chiếu cho tìm khắp nơi con cháu họ Trần lập làm quốc vương. Các tướng lĩnh nhà Minh làm giả sớ gửi về triều đình quan lại và bô lão miền kinh lộ người Việt, cho biết con cháu họ Trần đã bị Hồ Quý Ly thảm sát, không còn ai kế thừa. Lại đề xuất rằng, "An Nam vốn là đất Giao Châu, xin được trở lại làm quận huyện như xưa." Minh Thành Tổ liền cho đổi tên Đại Ngu thành "Giao Chỉ", tiến hành cai trị trực tiếp theo mô hình hành chính nội địa, thiết lập ba cơ quan chính là Thừa tuyên Bố chính Sứ ty, Đô chỉ huy Sứ ty và Đề hình Án sát Sứ ty.
Trong quá trình cai trị, nhà Minh không chỉ mạnh mẽ tiến hành khai thác tài nguyên mà còn thực hiện chính sách Hán hóa quyết liệt, gây nên sự bất mãn sâu sắc trong dân chúng. Các cuộc khởi nghĩa nhỏ lẻ diễn ra nhưng đều thất bại cho đến khi cuộc khởi nghĩa Lam Sơn bùng nổ vào năm 1418 dưới sự lãnh đạo của Lê Lợi. Cuộc khởi nghĩa này đã dần làm suy yếu quyền lực của nhà Minh tại Giao Chỉ. Năm 1427, sau hàng loạt chiến bại, nhà Minh buộc phải rút quân về nước và chấm dứt thời kỳ thống trị tại Việt Nam. Sau khi giành độc lập, Lê Lợi bãi bỏ toàn bộ hệ thống hành chính mà nhà Minh đã thiết lập, chia đất nước thành 5 đạo. Nhà Minh chính thức bãi bỏ tỉnh Giao Chỉ vào năm 1428.

## Hành chính
Giao Chỉ Bố chính sứ được tổ chức theo mô hình tương tự như 13 tỉnh vốn có của nhà Minh. Tỉnh này được chia thành 15 phủ (府) và 5 châu trực lệ (直隸州):
- 15 phủ: Giao Châu (交州), Bắc Giang (北江), Lạng Giang (諒江), Tam Giang (三江), Kiến Bình (建平, Kiến Hưng thời nhà Hồ), Tân An (新安, Tân Hưng thời nhà Hồ), Kiến Xương (建昌), Phụng Hóa (奉化, Thiên Trường thời nhà Hồ), Thanh Hóa (清化), Trấn Man (鎮蠻), Lạng Sơn (諒山), Tân Bình (新平), Diễn Châu (演州), Nghệ An (乂安), Thuận Hóa (順化).
- 5 châu trực thuộc: Thái Nguyên (太原), Tuyên Hóa (宣化, Tuyên Quang thời nhà Hồ), Gia Hưng (嘉興), Quy Hóa (歸化), Quảng Uy (廣威).

Cùng với 5 châu trực lệ, các đơn vị hành chính khác thuộc quyền quản lý của các phủ chính. Tổng cộng có 47 đơn vị hành chính.
Vào năm 1408, các châu trực thuộc Thái Nguyên và Tuyên Hóa được nâng lên thành phủ, làm tăng số phủ lên 17. Sau đó, phủ Diễn Châu bị bãi bỏ và lãnh thổ của nó trở thành một châu trực lệ.
| Phủ | Châu | Huyện |
| --- | --- | --- |
| Phủ Giao Châu *Thiết lập Y học Tăng Cương Ty, Lư Giang dịch, Phong Doanh khố, Vĩnh Phong thương, ty thuế khóa *Thiết lập ty Đệ Vận tại Lư Giang | ─ | Đông Quan (Phủ trực tiếp quản lý) |
| Phủ Giao Châu *Thiết lập Y học Tăng Cương Ty, Lư Giang dịch, Phong Doanh khố, Vĩnh Phong thương, ty thuế khóa *Thiết lập ty Đệ Vận tại Lư Giang | ─ | Từ Liêm (Phủ trực tiếp quản lý) *Thiết lập sở Hà Bạc tại Binh Thần *Thiết lập ty tuần kiểm tại Bà Gia                                          |
| Phủ Giao Châu *Thiết lập Y học Tăng Cương Ty, Lư Giang dịch, Phong Doanh khố, Vĩnh Phong thương, ty thuế khóa *Thiết lập ty Đệ Vận tại Lư Giang | Châu Uy Man (nguyên là Quốc Uy Châu)                                                                       | Sơn Định (nguyên là Sơn Minh) *Thiết lập cục thuế khóa *Thiết lập sở Hà Bạc tại Sơn Định                                                       |
| Phủ Giao Châu *Thiết lập Y học Tăng Cương Ty, Lư Giang dịch, Phong Doanh khố, Vĩnh Phong thương, ty thuế khóa *Thiết lập ty Đệ Vận tại Lư Giang | Châu Uy Man (nguyên là Quốc Uy Châu)                                                                       | Thanh Uy *Thiết lập cục thuế khóa *Thiết lập sở Hà Bạc tại Thanh Uy                                                                            |
| Phủ Giao Châu *Thiết lập Y học Tăng Cương Ty, Lư Giang dịch, Phong Doanh khố, Vĩnh Phong thương, ty thuế khóa *Thiết lập ty Đệ Vận tại Lư Giang | Châu Uy Man (nguyên là Quốc Uy Châu)                                                                       | Ứng Bình (nguyên là Ứng Thiên) *Thiết lập cục thuế khóa *Thiết lập ty tuần kiểm tại Tam Nghị Hà                                                |
| Phủ Giao Châu *Thiết lập Y học Tăng Cương Ty, Lư Giang dịch, Phong Doanh khố, Vĩnh Phong thương, ty thuế khóa *Thiết lập ty Đệ Vận tại Lư Giang | Châu Uy Man (nguyên là Quốc Uy Châu)                                                                       | Đại Đường *Thiết lập cục thuế khóa *Thiết lập sở Hà Bạc tại Giang Đàm *Thiết lập ty tuần kiểm tại Tam Giang Khẩu, Trường Tấn Kiều              |
| Phủ Giao Châu *Thiết lập Y học Tăng Cương Ty, Lư Giang dịch, Phong Doanh khố, Vĩnh Phong thương, ty thuế khóa *Thiết lập ty Đệ Vận tại Lư Giang | Châu Phúc An (nguyên là Thượng Phúc Châu) *Thiết lập cục thuế khóa                                         | Bảo Phúc (nguyên là Thượng Phúc) *Thiết lập trạm ngựa tại Bảo Phúc                                                                             |
| Phủ Giao Châu *Thiết lập Y học Tăng Cương Ty, Lư Giang dịch, Phong Doanh khố, Vĩnh Phong thương, ty thuế khóa *Thiết lập ty Đệ Vận tại Lư Giang | Châu Phúc An (nguyên là Thượng Phúc Châu) *Thiết lập cục thuế khóa                                         | Phù Lưu |
| Phủ Giao Châu *Thiết lập Y học Tăng Cương Ty, Lư Giang dịch, Phong Doanh khố, Vĩnh Phong thương, ty thuế khóa *Thiết lập ty Đệ Vận tại Lư Giang | Châu Phúc An (nguyên là Thượng Phúc Châu) *Thiết lập cục thuế khóa                                         | Thanh Đàm (nguyên là Long Đàm) |
| Phủ Giao Châu *Thiết lập Y học Tăng Cương Ty, Lư Giang dịch, Phong Doanh khố, Vĩnh Phong thương, ty thuế khóa *Thiết lập ty Đệ Vận tại Lư Giang | Châu Tam Đới *Thiết lập cục thuế khóa                                                                      | Phù Long *Thiết lập ty tuần kiểm tại Giang Khẩu Trấn                                                                                           |
| Phủ Giao Châu *Thiết lập Y học Tăng Cương Ty, Lư Giang dịch, Phong Doanh khố, Vĩnh Phong thương, ty thuế khóa *Thiết lập ty Đệ Vận tại Lư Giang | Châu Tam Đới *Thiết lập cục thuế khóa                                                                      | An Lãng |
| Phủ Giao Châu *Thiết lập Y học Tăng Cương Ty, Lư Giang dịch, Phong Doanh khố, Vĩnh Phong thương, ty thuế khóa *Thiết lập ty Đệ Vận tại Lư Giang | Châu Tam Đới *Thiết lập cục thuế khóa                                                                      | Phù Ninh *Thiết lập cục thuế khóa *Thiết lập ty tuần kiểm tại Viên Sơn Trấn                                                                    |
| Phủ Giao Châu *Thiết lập Y học Tăng Cương Ty, Lư Giang dịch, Phong Doanh khố, Vĩnh Phong thương, ty thuế khóa *Thiết lập ty Đệ Vận tại Lư Giang | Châu Tam Đới *Thiết lập cục thuế khóa                                                                      | An Lạc |
| Phủ Giao Châu *Thiết lập Y học Tăng Cương Ty, Lư Giang dịch, Phong Doanh khố, Vĩnh Phong thương, ty thuế khóa *Thiết lập ty Đệ Vận tại Lư Giang | Châu Tam Đới *Thiết lập cục thuế khóa                                                                      | Lập Thạch *Thiết lập ty tuần kiểm tại Xa Lãng Trấn                                                                                             |
| Phủ Giao Châu *Thiết lập Y học Tăng Cương Ty, Lư Giang dịch, Phong Doanh khố, Vĩnh Phong thương, ty thuế khóa *Thiết lập ty Đệ Vận tại Lư Giang | Châu Tam Đới *Thiết lập cục thuế khóa                                                                      | Nguyên Lãng |
| Phủ Giao Châu *Thiết lập Y học Tăng Cương Ty, Lư Giang dịch, Phong Doanh khố, Vĩnh Phong thương, ty thuế khóa *Thiết lập ty Đệ Vận tại Lư Giang | Châu Từ Liêm *Thiết lập cục thuế khóa *Thiết lập sở Hà Bạc tại Thượng Cổ                                   | Đan Sơn (nguyên là Đan Dương) *Thiết lập ty tuần kiểm tại Hà Giang Khẩu                                                                        |
| Phủ Giao Châu *Thiết lập Y học Tăng Cương Ty, Lư Giang dịch, Phong Doanh khố, Vĩnh Phong thương, ty thuế khóa *Thiết lập ty Đệ Vận tại Lư Giang | Châu Từ Liêm *Thiết lập cục thuế khóa *Thiết lập sở Hà Bạc tại Thượng Cổ                                   | Thạch Thất *Thiết lập Tăng Hội Ty |
| Phủ Giao Châu *Thiết lập Y học Tăng Cương Ty, Lư Giang dịch, Phong Doanh khố, Vĩnh Phong thương, ty thuế khóa *Thiết lập ty Đệ Vận tại Lư Giang | Châu Lợi Nhân *Thiết lập cục thuế khóa *Thiết lập sở Hà Bạc tại Dưỡng Nguỵ                                 | Thanh Liêm *Thiết lập ty tuần kiểm tại Kinh Thư *Thiết lập trạm ngựa tại Giang Kiều                                                            |
| Phủ Giao Châu *Thiết lập Y học Tăng Cương Ty, Lư Giang dịch, Phong Doanh khố, Vĩnh Phong thương, ty thuế khóa *Thiết lập ty Đệ Vận tại Lư Giang | Châu Lợi Nhân *Thiết lập cục thuế khóa *Thiết lập sở Hà Bạc tại Dưỡng Nguỵ                                 | Bình Lục *Thiết lập ty tuần kiểm tại Ninh Giang *Thiết lập trạm ngựa tại Vĩnh An                                                               |
| Phủ Giao Châu *Thiết lập Y học Tăng Cương Ty, Lư Giang dịch, Phong Doanh khố, Vĩnh Phong thương, ty thuế khóa *Thiết lập ty Đệ Vận tại Lư Giang | Châu Lợi Nhân *Thiết lập cục thuế khóa *Thiết lập sở Hà Bạc tại Dưỡng Nguỵ                                 | Cổ Bảng *Thiết lập ty tuần kiểm tại Bào Kiều, Vĩnh Giang Khẩu                                                                                  |
| Phủ Giao Châu *Thiết lập Y học Tăng Cương Ty, Lư Giang dịch, Phong Doanh khố, Vĩnh Phong thương, ty thuế khóa *Thiết lập ty Đệ Vận tại Lư Giang | Châu Lợi Nhân *Thiết lập cục thuế khóa *Thiết lập sở Hà Bạc tại Dưỡng Nguỵ                                 | Cổ Giả |
| Phủ Giao Châu *Thiết lập Y học Tăng Cương Ty, Lư Giang dịch, Phong Doanh khố, Vĩnh Phong thương, ty thuế khóa *Thiết lập ty Đệ Vận tại Lư Giang | Châu Lợi Nhân *Thiết lập cục thuế khóa *Thiết lập sở Hà Bạc tại Dưỡng Nguỵ                                 | Cổ Lễ |
| Phủ Giao Châu *Thiết lập Y học Tăng Cương Ty, Lư Giang dịch, Phong Doanh khố, Vĩnh Phong thương, ty thuế khóa *Thiết lập ty Đệ Vận tại Lư Giang | Châu Lợi Nhân *Thiết lập cục thuế khóa *Thiết lập sở Hà Bạc tại Dưỡng Nguỵ                                 | Lợi Nhân |
| Phủ Bắc Giang *Thiết lập ty thuế khóa *Thiết lập sở Hà Bạc tại Trường Giang nối với Châu Tam Đới                                                | ─ | Siêu Loại (Phủ trực tiếp quản lý) |
| Phủ Bắc Giang *Thiết lập ty thuế khóa *Thiết lập sở Hà Bạc tại Trường Giang nối với Châu Tam Đới                                                | ─ | Gia Lâm (Phủ trực tiếp quản lý) *Thiết lập Nho Học *Thiết lập trạm ngựa tại Gia Lâm                                                            |
| Phủ Bắc Giang *Thiết lập ty thuế khóa *Thiết lập sở Hà Bạc tại Trường Giang nối với Châu Tam Đới                                                | Châu Gia Lâm *Thiết lập cục thuế khóa                                                                      | An Định |
| Phủ Bắc Giang *Thiết lập ty thuế khóa *Thiết lập sở Hà Bạc tại Trường Giang nối với Châu Tam Đới                                                | Châu Gia Lâm *Thiết lập cục thuế khóa                                                                      | Tế Giang *Thiết lập cục thuế khóa |
| Phủ Bắc Giang *Thiết lập ty thuế khóa *Thiết lập sở Hà Bạc tại Trường Giang nối với Châu Tam Đới                                                | Châu Gia Lâm *Thiết lập cục thuế khóa                                                                      | Thiện Tài *Thiết lập cục thuế khóa |
| Phủ Bắc Giang *Thiết lập ty thuế khóa *Thiết lập sở Hà Bạc tại Trường Giang nối với Châu Tam Đới                                                | Châu Vũ Ninh *Thiết lập cục thuế khóa                                                                      | Tiên Du |
| Phủ Bắc Giang *Thiết lập ty thuế khóa *Thiết lập sở Hà Bạc tại Trường Giang nối với Châu Tam Đới                                                | Châu Vũ Ninh *Thiết lập cục thuế khóa                                                                      | Vũ Ninh *Thiết lập cục thuế khóa *Thiết lập trạm ngựa tại Thị Kiều *Thiết lập ty Đệ Vận tại Thị Kiều                                           |
| Phủ Bắc Giang *Thiết lập ty thuế khóa *Thiết lập sở Hà Bạc tại Trường Giang nối với Châu Tam Đới                                                | Châu Vũ Ninh *Thiết lập cục thuế khóa                                                                      | Đông Ngạn *Thiết lập cục thuế khóa |
| Phủ Bắc Giang *Thiết lập ty thuế khóa *Thiết lập sở Hà Bạc tại Trường Giang nối với Châu Tam Đới                                                | Châu Vũ Ninh *Thiết lập cục thuế khóa                                                                      | Từ Sơn |
| Phủ Bắc Giang *Thiết lập ty thuế khóa *Thiết lập sở Hà Bạc tại Trường Giang nối với Châu Tam Đới                                                | Châu Vũ Ninh *Thiết lập cục thuế khóa                                                                      | An Phong |
| Phủ Bắc Giang *Thiết lập ty thuế khóa *Thiết lập sở Hà Bạc tại Trường Giang nối với Châu Tam Đới                                                | Châu Bắc Giang *Thiết lập cục thuế khóa                                                                    | Tân Phúc |
| Phủ Bắc Giang *Thiết lập ty thuế khóa *Thiết lập sở Hà Bạc tại Trường Giang nối với Châu Tam Đới                                                | Châu Bắc Giang *Thiết lập cục thuế khóa                                                                    | Thiện Thệ (nguyên là Phật Thệ) |
| Phủ Bắc Giang *Thiết lập ty thuế khóa *Thiết lập sở Hà Bạc tại Trường Giang nối với Châu Tam Đới                                                | Châu Bắc Giang *Thiết lập cục thuế khóa                                                                    | An Việt |
| Phủ Lạng Giang *Thiết lập ty thuế khóa | ─ | Thanh Viễn (Phủ trực tiếp quản lý; nguyên là Long Nhãn) *Thiết lập sở Hà Bạc tại Ông La                                                        |
| Phủ Lạng Giang *Thiết lập ty thuế khóa | ─ | Cổ Dũng (Phủ trực tiếp quản lý) *Thiết lập cục thuế khóa *Thiết lập sở Hà Bạc tại Phấn Trì                                                     |
| Phủ Lạng Giang *Thiết lập ty thuế khóa | ─ | Phượng Sơn (Phủ trực tiếp quản lý) |
| Phủ Lạng Giang *Thiết lập ty thuế khóa | ─ | Na Ngạn (Phủ trực tiếp quản lý) |
| Phủ Lạng Giang *Thiết lập ty thuế khóa | ─ | Lục Na (Phủ trực tiếp quản lý) |
| Phủ Lạng Giang *Thiết lập ty thuế khóa | Châu Lạng Giang                                                                                            | Thanh An (nguyên là An Thế) *Thiết lập cục thuế khóa                                                                                           |
| Phủ Lạng Giang *Thiết lập ty thuế khóa | Châu Lạng Giang                                                                                            | An Ninh |
| Phủ Lạng Giang *Thiết lập ty thuế khóa | Châu Lạng Giang                                                                                            | Cổ Lũng |
| Phủ Lạng Giang *Thiết lập ty thuế khóa | Châu Lạng Giang                                                                                            | Bảo Lộc *Thiết lập cục thuế khóa tại Hạ Xương *Thiết lập trạm ngựa tại Cần Trạm, thiết lập ty Đệ Vận tại Cần Trạm, Kê Lăng                     |
| Phủ Lạng Giang *Thiết lập ty thuế khóa | Châu Nam Sách                                                                                              | Thanh Lâm *Thiết lập cục thuế khóa *Thiết lập ty tuần kiểm tại Bình Than, Giang Khẩu                                                           |
| Phủ Lạng Giang *Thiết lập ty thuế khóa | Châu Nam Sách                                                                                              | Chí Linh *Thiết lập cục thuế khóa *Thiết lập ty tuần kiểm tại Cổ Pháp Độ                                                                       |
| Phủ Lạng Giang *Thiết lập ty thuế khóa | Châu Nam Sách                                                                                              | Bình Hà *Thiết lập cục thuế khóa *Thiết lập sở Hà Bạc tại Đống Mỹ *Thiết lập ty tuần kiểm tại Đa Ngư Hải Khẩu, Đồi Hải Khẩu, An Phố Giang Khẩu |
| Phủ Lạng Giang *Thiết lập ty thuế khóa | Châu Thượng Hồng                                                                                           | Đường Hào *Thiết lập cục thuế khóa tại Kim Lũ                                                                                                  |
| Phủ Lạng Giang *Thiết lập ty thuế khóa | Châu Thượng Hồng                                                                                           | Đường An *Thiết lập cục thuế khóa tại Tư Vương *Thiết lập sở Hà Bạc tại Kinh Hài                                                               |
| Phủ Lạng Giang *Thiết lập ty thuế khóa | Châu Thượng Hồng                                                                                           | Đa Cẩm *Thiết lập cục thuế khóa tại Ma Lãng *Thiết lập ty tuần kiểm tại A Lào Giang                                                            |
| Phủ Lạng Giang *Thiết lập ty thuế khóa | Phủ Tam Giang *Thiết lập Phong Tế Thương                                                                   | |
| Châu Đào Giang | Sơn Vi *Thiết lập ty tuần kiểm tại Trần Xá                                                                 | |
| Châu Đào Giang | Ma Khê *Thiết lập ty tuần kiểm tại Hoa Nguyên Sơn                                                          | |
| Châu Đào Giang | Thanh Ba                                                                                                   | |
| Châu Đào Giang | Hạ Hoa *Thiết lập ty tuần kiểm tại Đãng Hôi                                                                | |
| Châu Tuyên Giang | Đông Lan *Thiết lập ty tuần kiểm tại Cổ Lôi Giang                                                          | |
| Châu Tuyên Giang | Tây Lan *Thiết lập ty tuần kiểm tại Hiên Quan                                                              | |
| Châu Tuyên Giang | Hổ Nham *Thiết lập ty tuần kiểm tại Tam Kỳ Giang Khẩu                                                      | |
| Châu Đà Giang | Long Bạt (nguyên là Long Bạt) *Thiết lập ty tuần kiểm tại Phí Xá                                           | |
| Châu Đà Giang | Cổ Nông *Thiết lập ty tuần kiểm tại Tư Xá                                                                  | |
| Phủ Kiến Bình (nguyên là Kiến Hưng phủ) *Thiết lập Vĩnh Doanh Khố, Thường Phong Thương, ty thuế khóa                                            | ─ | Ỷ An (Phủ trực tiếp quản lý) *Thiết lập ty tuần kiểm tại Lộ Bội Giang                                                                          |
| Phủ Kiến Bình (nguyên là Kiến Hưng phủ) *Thiết lập Vĩnh Doanh Khố, Thường Phong Thương, ty thuế khóa                                            | ─ | An Bản (Phủ trực tiếp quản lý; nguyên là Thiên Bản)                                                                                            |
| Phủ Kiến Bình (nguyên là Kiến Hưng phủ) *Thiết lập Vĩnh Doanh Khố, Thường Phong Thương, ty thuế khóa                                            | ─ | Bình Lập (Phủ trực tiếp quản lý; nguyên là Độc Lập)                                                                                            |
| Phủ Kiến Bình (nguyên là Kiến Hưng phủ) *Thiết lập Vĩnh Doanh Khố, Thường Phong Thương, ty thuế khóa                                            | ─ | Đại Loan (Phủ trực tiếp quản lý) *Thiết lập ty tuần kiểm tại Đại An Hải Khẩu                                                                   |
| Phủ Kiến Bình (nguyên là Kiến Hưng phủ) *Thiết lập Vĩnh Doanh Khố, Thường Phong Thương, ty thuế khóa                                            | ─ | Vọng Doanh (Phủ trực tiếp quản lý) |
| Phủ Kiến Bình (nguyên là Kiến Hưng phủ) *Thiết lập Vĩnh Doanh Khố, Thường Phong Thương, ty thuế khóa                                            | Châu Trường An                                                                                             | Uy Viễn |
| Phủ Kiến Bình (nguyên là Kiến Hưng phủ) *Thiết lập Vĩnh Doanh Khố, Thường Phong Thương, ty thuế khóa                                            | Châu Trường An                                                                                             | An Mỗ *Thiết lập sở Hà Bạc tại An Mỗ và Hải Khẩu *Thiết lập ty tuần kiểm tại Thần Đầu Hải Khẩu                                                 |
| Phủ Kiến Bình (nguyên là Kiến Hưng phủ) *Thiết lập Vĩnh Doanh Khố, Thường Phong Thương, ty thuế khóa                                            | Châu Trường An                                                                                             | An Ninh *Thiết lập ty tuần kiểm tại Sơn Thủy Giang                                                                                             |
| Phủ Kiến Bình (nguyên là Kiến Hưng phủ) *Thiết lập Vĩnh Doanh Khố, Thường Phong Thương, ty thuế khóa                                            | Châu Trường An                                                                                             | Lê Bình (nguyên là Lê Gia) *Thiết lập ty tuần kiểm tại Sinh Dược, Sơn Giang *Thiết lập trạm ngựa tại Sinh Dược                                 |
| Phủ Tân An (nguyên là Tân Hưng phủ) | ─ | Hạp Sơn (Phủ trực tiếp quản lý) *Thiết lập cục thuế khóa tại Hạp Sơn                                                                           |
| Phủ Tân An (nguyên là Tân Hưng phủ) | ─ | Thái Bình (Phủ trực tiếp quản lý) *Thiết lập cục thuế khóa *Thiết lập ty tuần kiểm tại Liêu Giang, Đa Hợp, Kinh Khẩu                           |
| Phủ Tân An (nguyên là Tân Hưng phủ) | ─ | Đa Dực (Phủ trực tiếp quản lý) *Thiết lập cục thuế khóa *Thiết lập ty tuần kiểm tại Lật Giang                                                  |
| Phủ Tân An (nguyên là Tân Hưng phủ) | ─ | Hà Qua (Phủ trực tiếp quản lý) *Thiết lập cục thuế khóa *Thiết lập ty tuần kiểm tại Chi Long Độ                                                |
| Phủ Tân An (nguyên là Tân Hưng phủ) | ─ | Tây Quan (Phủ trực tiếp quản lý) *Thiết lập cục thuế khóa *Thiết lập ty tuần kiểm tại Chi Lai Trang                                            |
| Phủ Tân An (nguyên là Tân Hưng phủ) | Châu Đông Triều                                                                                            | Đông Triều *Thiết lập ty tuần kiểm tại Thiên Liêu Giang và Đồn Sơn                                                                             |
| Phủ Tân An (nguyên là Tân Hưng phủ) | Châu Đông Triều                                                                                            | Cổ Phí (nguyên là Phí Gia) *Thiết lập ty tuần kiểm tại Phù Đới Xã Hải Khẩu                                                                     |
| Phủ Tân An (nguyên là Tân Hưng phủ) | Châu Đông Triều                                                                                            | An Lão *Thiết lập sở Hà Bạc tại Cổ Tề Tràng *Thiết lập ty tuần kiểm tại Lão Hải Khẩu và Đa Hỗn Hải Khẩu                                        |
| Phủ Tân An (nguyên là Tân Hưng phủ) | Châu Đông Triều                                                                                            | Thủy Đường |
| Phủ Tân An (nguyên là Tân Hưng phủ) | Châu Tĩnh An (nguyên là An Bang Châu)                                                                      | Đồng An (nguyên là An Bang) *Thiết lập ty tuần kiểm tại Đồng An Hải Khẩu                                                                       |
| Phủ Tân An (nguyên là Tân Hưng phủ) | Châu Tĩnh An (nguyên là An Bang Châu)                                                                      | Chi Phong *Thiết lập sở Hà Bạc tại A Niếp Xã *Thiết lập ty tuần kiểm tại Đa Lý Xã Hải Khẩu                                                     |
| Phủ Tân An (nguyên là Tân Hưng phủ) | Châu Tĩnh An (nguyên là An Bang Châu)                                                                      | An Lập |
| Phủ Tân An (nguyên là Tân Hưng phủ) | Châu Tĩnh An (nguyên là An Bang Châu)                                                                      | An Hòa (nguyên là An Hưng) *Thiết lập ty tuần kiểm tại Tiểu Bạch Đằng Hải Khẩu                                                                 |
| Phủ Tân An (nguyên là Tân Hưng phủ) | Châu Tĩnh An (nguyên là An Bang Châu)                                                                      | Tân An |
| Phủ Tân An (nguyên là Tân Hưng phủ) | Châu Tĩnh An (nguyên là An Bang Châu)                                                                      | Đại Độc |
| Phủ Tân An (nguyên là Tân Hưng phủ) | Châu Tĩnh An (nguyên là An Bang Châu)                                                                      | Vạn Ninh |
| Phủ Tân An (nguyên là Tân Hưng phủ) | Châu Tĩnh An (nguyên là An Bang Châu)                                                                      | Vân Đồn *Năm Vĩnh Lạc thứ sáu, thiết lập Vân Đồn Đề Cử Thị Bạc Ty                                                                              |
| Phủ Tân An (nguyên là Tân Hưng phủ) | Châu Hạ Hồng                                                                                               | Trường Tân *Thiết lập cục thuế khóa *Thiết lập ty tuần kiểm tại Ba Liễu Xã                                                                     |
| Phủ Tân An (nguyên là Tân Hưng phủ) | Châu Hạ Hồng                                                                                               | Tứ Kỳ *Thiết lập sở Hà Bạc tại Tứ Kỳ Xã, Dục Cá Lâu Xã, An Định Xã *Thiết lập ty tuần kiểm tại Dục Cá Lâu Đội, Du Giang Đội, Chúc Thủy Đội     |
| Phủ Tân An (nguyên là Tân Hưng phủ) | Châu Hạ Hồng                                                                                               | Đồng Lợi *Thiết lập cục thuế khóa *Thiết lập ty tuần kiểm tại Đa Dực                                                                           |
| Phủ Tân An (nguyên là Tân Hưng phủ) | Châu Hạ Hồng                                                                                               | Thanh Điền |
| Phủ Kiến Xương | ─ | Phụng Điền (phủ trực tiếp quản lý) *Thiết lập ty tuần kiểm tại Phụng Điền                                                                      |
| Phủ Kiến Xương | ─ | Kiến Xương (phủ trực tiếp quản lý) *Thiết lập ty tuần kiểm tại Hoàng Giang Khẩu                                                                |
| Phủ Kiến Xương | ─ | Bộ (phủ trực tiếp quản lý) |
| Phủ Kiến Xương | ─ | Chân Lợi (phủ trực tiếp quản lý) *Thiết lập ty tuần kiểm tại Hải Môn                                                                           |
| Phủ Kiến Xương | Châu Khoái                                                                                                 | Tiên Lữ |
| Phủ Kiến Xương | Châu Khoái                                                                                                 | Thi Hóa (nguyên là Thiên Thi) |
| Phủ Kiến Xương | Châu Khoái                                                                                                 | Đông Kết *Thiết lập sở Hà Bạc tại Xa Lật Khẩu *Thiết lập ty tuần kiểm tại Xa Lật Khẩu                                                          |
| Phủ Kiến Xương | Châu Khoái                                                                                                 | Phù Dung *Thiết lập ty tuần kiểm tại Hà Lỗ Khẩu và Đường Giang Kiều                                                                            |
| Phủ Kiến Xương | Châu Khoái                                                                                                 | Vĩnh Cốc |
| Phủ Phụng Hóa (nguyên là Thiên Trường phủ) | ─ | Mỹ Lộc (phủ trực tiếp quản lý) *Thiết lập ty tuần kiểm tại Ninh Thủy Khẩu                                                                      |
| Phủ Phụng Hóa (nguyên là Thiên Trường phủ) | ─ | Giao Thủy (phủ trực tiếp quản lý) *Thiết lập sở Hà Bạc tại Viên Quang *Thiết lập ty tuần kiểm tại Thiêm Phúc Hải Khẩu và Giao Hải Khẩu         |
| Phủ Phụng Hóa (nguyên là Thiên Trường phủ) | ─ | Tây Chân (phủ trực tiếp quản lý) *Thiết lập ty tuần kiểm tại Đới Giang Khẩu                                                                    |
| Phủ Phụng Hóa (nguyên là Thiên Trường phủ) | ─ | Thuận Vi (phủ trực tiếp quản lý) *Thiết lập ty tuần kiểm tại A Giang Khẩu và Hội Giang Khẩu                                                    |
| Phủ Thanh Hóa | ─ | Cổ Đằng (phủ trực tiếp quản lý) |
| Phủ Thanh Hóa | ─ | Cổ Hoằng (phủ trực tiếp quản lý) |
| Phủ Thanh Hóa | ─ | Đông Sơn (phủ trực tiếp quản lý) |
| Phủ Thanh Hóa | ─ | Cổ Lôi (phủ trực tiếp quản lý) |
| Phủ Thanh Hóa | ─ | Vĩnh Ninh (phủ trực tiếp quản lý) |
| Phủ Thanh Hóa | ─ | An Định (phủ trực tiếp quản lý) |
| Phủ Thanh Hóa | ─ | Lương Giang (phủ trực tiếp quản lý) |
| Phủ Thanh Hóa | Châu Thanh Hóa                                                                                             | Nga Lạc |
| Phủ Thanh Hóa | Châu Thanh Hóa                                                                                             | Tế Giang |
| Phủ Thanh Hóa | Châu Thanh Hóa                                                                                             | An Lạc |
| Phủ Thanh Hóa | Châu Thanh Hóa                                                                                             | Lại Giang |
| Phủ Thanh Hóa | Châu Ái | Hà Trung |
| Phủ Thanh Hóa | Châu Ái | Thống Ninh (nguyên là Thống Binh) |
| Phủ Thanh Hóa | Châu Ái | Tống Giang |
| Phủ Thanh Hóa | Châu Ái | Chi Nga |
| Phủ Thanh Hóa | Châu Cửu Chân                                                                                              | Cổ Bình (nguyên là Cổ Chiến) |
| Phủ Thanh Hóa | Châu Cửu Chân                                                                                              | Kết Duyệt |
| Phủ Thanh Hóa | Châu Cửu Chân                                                                                              | Duyên Giác |
| Phủ Thanh Hóa | Châu Cửu Chân                                                                                              | Nông Cống |
| Phủ Trấn Man (nguyên là Long Hưng phủ) | ─ | Tân Hóa (phủ trực tiếp quản lý; nguyên là Ngự Hóa)                                                                                             |
| Phủ Trấn Man (nguyên là Long Hưng phủ) | ─ | Đình Hà (phủ trực tiếp quản lý) |
| Phủ Trấn Man (nguyên là Long Hưng phủ) | ─ | Cổ Lan (phủ trực tiếp quản lý) |
| Phủ Trấn Man (nguyên là Long Hưng phủ) | ─ | Thần Khê (phủ trực tiếp quản lý) |
| Phủ Lạng Sơn | ─ | Tân An (phủ trực tiếp quản lý) |
| Phủ Lạng Sơn | ─ | Như Ngạo (phủ trực tiếp quản lý) |
| Phủ Lạng Sơn | ─ | Đan Ba (phủ trực tiếp quản lý) |
| Phủ Lạng Sơn | ─ | Khâu Ôn (phủ trực tiếp quản lý) *Thiết lập ty Đệ Vận                                                                                           |
| Phủ Lạng Sơn | ─ | Trấn Yên (phủ trực tiếp quản lý) |
| Phủ Lạng Sơn | ─ | Uyên (phủ trực tiếp quản lý) |
| Phủ Lạng Sơn | ─ | Đồng (phủ trực tiếp quản lý) |
| Phủ Lạng Sơn | Châu Thất Nguyên                                                                                           | Thủy Lãng |
| Phủ Lạng Sơn | Châu Thất Nguyên                                                                                           | Cầm |
| Phủ Lạng Sơn | Châu Thất Nguyên                                                                                           | Thoát |
| Phủ Lạng Sơn | Châu Thất Nguyên                                                                                           | Dung |
| Phủ Lạng Sơn | Châu Thất Nguyên                                                                                           | Phi |
| Phủ Lạng Sơn | Châu Thất Nguyên                                                                                           | Bình |
| Phủ Lạng Sơn | Châu Thượng Văn                                                                                            | Bôi Lan |
| Phủ Lạng Sơn | Châu Thượng Văn                                                                                            | Khánh Viễn |
| Phủ Lạng Sơn | Châu Thượng Văn                                                                                            | Khố |
| Phủ Lạng Sơn | Châu Hạ Văn                                                                                                | ─ |
| Phủ Lạng Sơn | Châu Vạn Nhai                                                                                              | ─ |
| Phủ Lạng Sơn | Châu Quảng Nguyên                                                                                          | ─ |
| Phủ Lạng Sơn | Châu Thượng Tư Lang                                                                                        | ─ |
| Phủ Lạng Sơn | Châu Hạ Tư Lang                                                                                            | ─ |
| Phủ Tân Bình | ─ | Phúc Khang (phủ trực tiếp quản lý; nguyên là Thượng Phúc)                                                                                      |
| Phủ Tân Bình | ─ | Nha Nghi (phủ trực tiếp quản lý) |
| Phủ Tân Bình | ─ | Tri Kiến (phủ trực tiếp quản lý) |
| Phủ Tân Bình | Châu Chính Bình (nguyên là Bố Chính châu)                                                                  | Chính Hòa (nguyên là Bố Chính) |
| Phủ Tân Bình | Châu Chính Bình (nguyên là Bố Chính châu)                                                                  | Cổ Đặng (nguyên là Đặng Hữu) |
| Phủ Tân Bình | Châu Chính Bình (nguyên là Bố Chính châu)                                                                  | Tùng Chất |
| Phủ Tân Bình | Châu Nam Linh (nguyên là Minh Linh châu)                                                                   | Đan Duệ |
| Phủ Tân Bình | Châu Nam Linh (nguyên là Minh Linh châu)                                                                   | Tả Bình (nguyên là Tả Bố) |
| Phủ Tân Bình | Châu Nam Linh (nguyên là Minh Linh châu)                                                                   | Dạ Độ |
| Phủ Diễn Châu | Châu Diễn                                                                                                  | Thiên Đông (phủ trực tiếp quản lý) |
| Phủ Diễn Châu | Châu Diễn                                                                                                  | Phù Dung (phủ trực tiếp quản lý) |
| Phủ Diễn Châu | Châu Diễn                                                                                                  | Phù Lưu (phủ trực tiếp quản lý) |
| Phủ Diễn Châu | Châu Diễn                                                                                                  | Quỳnh Lâm (phủ trực tiếp quản lý) |
| Phủ Nghệ An | ─ | Nha Nghi (phủ trực tiếp quản lý) |
| Phủ Nghệ An | ─ | Phi Lộc (phủ trực tiếp quản lý) |
| Phủ Nghệ An | ─ | Cổ Đỗ (phủ trực tiếp quản lý; nguyên là Đỗ Gia)                                                                                                |
| Phủ Nghệ An | ─ | Chi La (phủ trực tiếp quản lý) |
| Phủ Nghệ An | ─ | Trực Phúc (phủ trực tiếp quản lý) |
| Phủ Nghệ An | ─ | Thổ Du (phủ trực tiếp quản lý) |
| Phủ Nghệ An | ─ | Kệ Giang (phủ trực tiếp quản lý) |
| Phủ Nghệ An | ─ | Thổ Hoàng (phủ trực tiếp quản lý) |
| Phủ Nghệ An | Châu Nam Tĩnh (nguyên là Nhật Nam châu)                                                                    | Hà Hoàng |
| Phủ Nghệ An | Châu Nam Tĩnh (nguyên là Nhật Nam châu)                                                                    | Bàn Thạch |
| Phủ Nghệ An | Châu Nam Tĩnh (nguyên là Nhật Nam châu)                                                                    | Hà Hoa |
| Phủ Nghệ An | Châu Nam Tĩnh (nguyên là Nhật Nam châu)                                                                    | Kỳ La |
| Phủ Nghệ An | Châu Hoan                                                                                                  | Thạch Đường |
| Phủ Nghệ An | Châu Hoan                                                                                                  | Đông Ngạn |
| Phủ Nghệ An | Châu Hoan                                                                                                  | Lộ Bình (nguyên là Thượng Lộ) |
| Phủ Nghệ An | Châu Hoan                                                                                                  | Sa Nam |
| Phủ Thuận Hóa | Châu Thuận                                                                                                 | Ba Lăng |
| Phủ Thuận Hóa | Châu Thuận                                                                                                 | Lợi Điều |
| Phủ Thuận Hóa | Châu Thuận                                                                                                 | An Nhân |
| Phủ Thuận Hóa | Châu Hóa                                                                                                   | Lợi Phùng |
| Phủ Thuận Hóa | Châu Hóa                                                                                                   | Sĩ Vinh (nguyên là Thế Vinh) |
| Phủ Thuận Hóa | Châu Hóa                                                                                                   | Trà Kệ |
| Phủ Thuận Hóa | Châu Hóa                                                                                                   | Trà Giác |
| Phủ Thuận Hóa | Châu Hóa                                                                                                   | Tư Dung |
| Phủ Thuận Hóa | Châu Hóa                                                                                                   | Bồ Đài |
| Phủ Thuận Hóa | Châu Hóa                                                                                                   | Bồ Lãng |
| Trực Lệ Bố Chính Ty | Châu Thái Nguyên                                                                                           | Phú Lương |
| Trực Lệ Bố Chính Ty | Châu Thái Nguyên                                                                                           | Tư Nông |
| Trực Lệ Bố Chính Ty | Châu Thái Nguyên                                                                                           | Vũ Lễ |
| Trực Lệ Bố Chính Ty | Châu Thái Nguyên                                                                                           | Động Hi |
| Trực Lệ Bố Chính Ty | Châu Thái Nguyên                                                                                           | Vĩnh Thông |
| Trực Lệ Bố Chính Ty | Châu Thái Nguyên                                                                                           | Tuyên Hóa |
| Trực Lệ Bố Chính Ty | Châu Thái Nguyên                                                                                           | Nùng Thạch |
| Trực Lệ Bố Chính Ty | Châu Thái Nguyên                                                                                           | Đại Từ |
| Trực Lệ Bố Chính Ty | Châu Thái Nguyên                                                                                           | An Định |
| Trực Lệ Bố Chính Ty | Châu Thái Nguyên                                                                                           | Cảm Hóa |
| Trực Lệ Bố Chính Ty | Châu Thái Nguyên                                                                                           | Thái Nguyên |
| Trực Lệ Bố Chính Ty | Châu Tuyên Hóa (nguyên là Tuyên Quang châu) *Thiết lập cục thuế khóa *Thiết lập sở Hà Bạc tại Trường Giang | Khoáng |
| Trực Lệ Bố Chính Ty | Châu Tuyên Hóa (nguyên là Tuyên Quang châu) *Thiết lập cục thuế khóa *Thiết lập sở Hà Bạc tại Trường Giang | Đương Đạo *Thiết lập ty tuần kiểm tại Lan Xã                                                                                                   |
| Trực Lệ Bố Chính Ty | Châu Tuyên Hóa (nguyên là Tuyên Quang châu) *Thiết lập cục thuế khóa *Thiết lập sở Hà Bạc tại Trường Giang | Văn An *Thiết lập ty tuần kiểm tại Vị Long Giang Khẩu                                                                                          |
| Trực Lệ Bố Chính Ty | Châu Tuyên Hóa (nguyên là Tuyên Quang châu) *Thiết lập cục thuế khóa *Thiết lập sở Hà Bạc tại Trường Giang | Bình Nguyên *Thiết lập ty tuần kiểm tại Bắc Cù                                                                                                 |
| Trực Lệ Bố Chính Ty | Châu Tuyên Hóa (nguyên là Tuyên Quang châu) *Thiết lập cục thuế khóa *Thiết lập sở Hà Bạc tại Trường Giang | Đế Giang *Thiết lập ty tuần kiểm tại Tích Sơn Trấn                                                                                             |
| Trực Lệ Bố Chính Ty | Châu Tuyên Hóa (nguyên là Tuyên Quang châu) *Thiết lập cục thuế khóa *Thiết lập sở Hà Bạc tại Trường Giang | Thu Thập *Thiết lập ty tuần kiểm tại Thạch Tư Hương                                                                                            |
| Trực Lệ Bố Chính Ty | Châu Tuyên Hóa (nguyên là Tuyên Quang châu) *Thiết lập cục thuế khóa *Thiết lập sở Hà Bạc tại Trường Giang | Đại Man *Thiết lập ty tuần kiểm tại Bắc Quả Kiều                                                                                               |
| Trực Lệ Bố Chính Ty | Châu Tuyên Hóa (nguyên là Tuyên Quang châu) *Thiết lập cục thuế khóa *Thiết lập sở Hà Bạc tại Trường Giang | Dương |
| Trực Lệ Bố Chính Ty | Châu Tuyên Hóa (nguyên là Tuyên Quang châu) *Thiết lập cục thuế khóa *Thiết lập sở Hà Bạc tại Trường Giang | Ất |
| Trực Lệ Bố Chính Ty | Châu Gia Hưng                                                                                              | Lung |
| Trực Lệ Bố Chính Ty | Châu Gia Hưng                                                                                              | Mông |
| Trực Lệ Bố Chính Ty | Châu Gia Hưng                                                                                              | Tứ Mang |
| Trực Lệ Bố Chính Ty | Châu Quy Hóa                                                                                               | An Lập |
| Trực Lệ Bố Chính Ty | Châu Quy Hóa                                                                                               | Văn Bàn |
| Trực Lệ Bố Chính Ty | Châu Quy Hóa                                                                                               | Văn Chấn |
| Trực Lệ Bố Chính Ty | Châu Quy Hóa                                                                                               | Thủy Ốc |
| Trực Lệ Bố Chính Ty | Châu Quảng Uy                                                                                              | Ma Lung |
| Trực Lệ Bố Chính Ty | Châu Quảng Uy                                                                                              | Mỹ Lương |